# Michiel Verweij
Michiel Verweij (Oirschot, 1964) is een Nederlandse classicus en adjunct-conservator op de Koninklijke Bibliotheek van België. Bovendien schrijft hij Neolatijnse gedichten onder de naam Michael Pratensis Oirschotanus.

## Biografie
Michiel Verweij studeerde Klassieke Filologie aan de KU Leuven, waar hij ook een diploma Middeleeuwse Studies en zijn doctoraat behaalde. Zijn promotor was Jozef IJsewijn, voor wie hij een lofzang schreef na diens overlijden (Laudatio funebris Iosephi IJsewijn).
Sinds 2004 is hij wetenschappelijk medewerker op de KBR, aanvankelijk op het Handschriftenkabinet, vanaf 2016 op de afdeling Oude en kostbare drukwerken. In 2002, 2003-2004, 2010 en 2021-2022 trad hij op als visiting-professor Latijnse grammatica, Latijnse literatuur van de Middeleeuwen en Latijn: taal en tekst II aan de Katholieke Universiteit Leuven. Voor het 550ste geboortejaar van paus Adrianus VI was Verweij curator van de herdenkingstentoonstelling in Utrecht en Leuven.
Naast publicaties rond het humanisme in de Nederlanden schreef hij onder meer een artikel over de Latijnse vertaling van Winnie de Poeh en in Kleio een artikel over het belang van metriek bij de interpretatie en vertaling van Latijnse poëzie.
Op 21 april 2024 ontving hij de Romulusprijs, de trofee die door de vereniging S.P.Q.R. telkenjare op de stichtingsdatum van de stad Rome wordt uitgereikt aan een persoon of organisatie die een opmerkelijke inspanning heeft geleverd voor de promotie van Rome of van Italië. 

## Neolatijns dichtwerk
Als ervaren classicus beoefent Verweij vakkundigheid bij zijn dichten. Hij beheerst verschillende Latijnse versmaten zoals het elegisch distichon en de Sapphische strofe in zowel metriek als helderheid in overeenstemming met de nauwe band tussen versbouw en inhoud.
Hier volgt zijn Vltimum carmen Nasonis (2018, p. 232):
Vltima uerba tibi mitto quae prima fuisti:
Accipias patiens, cara Corinna, precor!
Tristia sunt: loquitur senior qui uana petiuit
Somnia. Nequiquam iussit amara Venus.
Insequitur Daphnen Phoebus rapidam, cito currit
Lauriger, indomitas tendit amore manus.
Non tangit formam cupidus: uanescit imago;
Quod tangit cortex durus et arbor olens.
Clamat Echo frustra, frustra se spectat ephebus
Formonsus speculo - languet et ille puer!
Intactus propere fugiens amor umbra manebat:
Hanc cecini semper, spes mea carmen erat.
Verba dedi quondam tenerorum cantor amorum,
Verba uenusta quidem, friuola uana tamen.
Quid? Non primus eram: Gallus diuusque Tibullus
Scripserunt eadem: cur uetuisse mihi?
Cum longe sit amor, saltem cantare licebit:
Non locus est satyris auriculisue Midae!
Ars mea uiuere dat: nobis praesagia uatum
Si quid habent ueri, nomen in orbe manet.
Carmen tota mihi uita est, mea Musa Corinna,
Sublimi uiuam carmine perpetuo!